# Chanakia
Chanakia (aprox. 350-283 a. C.), también llamado Kautilia, fue un brahmán y escritor hinduista indio. Fue consejero y ministro de Chandragupta, el fundador de la Dinastía mauria, y causante de su ascenso al poder.
Probablemente era ministro de Dhana, último rey de la dinastía Nanda, y enemistado con él, favoreció la ascensión del usurpador y fundador de la nueva dinastía. Este es al menos el relato contenido en el Mudra-raksasa (drama histórico del siglo IV d. C., atribuido a Vishaka Datta).

## Nombre sánscrito
- cāṇakya, en el sistema AITS (alfabeto internacional de transliteración sánscrita).
- चाणक्य, en escritura devanagari del sánscrito.
- Etimología: ‘hijo de Chaṇin’,[2] siendo chaṇa: ‘garbanzo’.

## Su obra

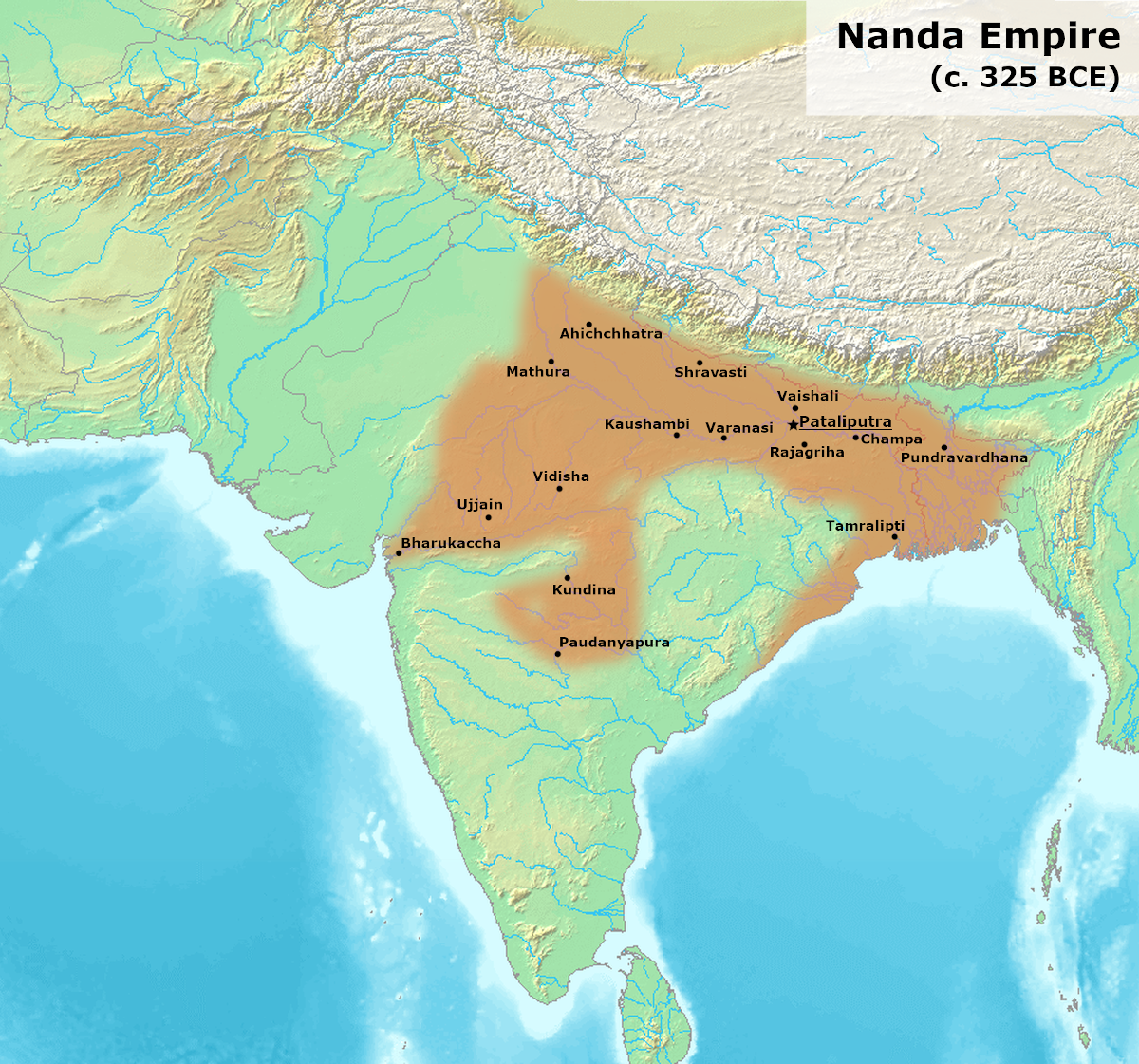
El imperio de Nanda en el año 325 antes de la era contemporánea.